# Różański
Różański, Różańska – polskie nazwisko, w Polsce nosi je prawie 12 tys. osób.
Osoby o tym nazwisku:
- Agata Różańska (ur. 3 października 1968 w Bydgoszczy) – polska astronom, profesor nauk ścisłych i przyrodniczych.
- Agnieszka Różańska (ur. 15 kwietnia 1972 roku w Poznaniu) – polska aktorka.
- Andrzej Różański (ur. 2 listopada 1958 w Mogilnie) – polski polityk, poseł na Sejm IV kadencji.
- Artur Różański (ur. 1 kwietnia 1976 w Środzie Wielkopolskiej) – polski archeolog, doktor habilitowany nauk humanistycznych.
- Henryk Różański (ur. 20 listopada 1913 w Łodzi, zm. 26 września 1989) – polski działacz komunistyczny i dyplomata, wiceminister
- Jacek Różański (ur. 1 maja 1946 w Łodzi) – aktor, piosenkarz, wykonawca poezji śpiewanej.
- Jan Różański – polski lekarz żyjący w XVIII wieku.
- Jarosław Różański (ur. 29 sierpnia 1976 w Nowym Targu) – polski hokeista, wychowanek Podhala Nowy Targ, reprezentant Polski.
- Jarosława Różańska (z domu Zdrojewska ur. 19 maja 1961 w Kościerzynie) – polska siatkarka, reprezentantka Polski, czterokrotna mistrzyni Polski i dwukrotna mistrzyni Francji.
- Jerzy Różański (ur. 17 lutego 1947 w Juszczynie k. Środy Śląskiej) – artysta-samouk, grafik.
- Jerzy Marian Różański (ur. 26 listopada 1944 w Toruniu, zm. w 27 grudnia 2020 w Pucku) – marynarz, żeglarz i polarnik.
- Jerzy Różański – pułkownik, pilot bombowców w Polskich Siłach Powietrznych na Zachodzie.
- Józef Różański (ur. 13 lipca 1907 w Warszawie, zm. 21 sierpnia 1981 w Warszawie) – prawnik, oficer NKWD i MBP; brat Jerzego Borejszy.
- Krzysztof Różański (ur. 10 września 1972 w Nowym Tomyślu) – polski duchowny rzymskokatolicki, teolog i publicysta.
- Łukasz Różański (ur. 23 stycznia 1986 w Rzeszowie) – polski bokser wagi ciężkiej.
- Maciej Różański (ur. 6 maja 1989 w Stargardzie Szczecińskim) – polski zawodnik mieszanych sztuk walki wagi średniej.
- Marian Różański (ur. 2 lipca 1864 w Padniewie, zm. 10 maja 1927) – polski adwokat i działacz narodowy na Górnym Śląsku.
- Mirosław Różański (ur. 1 grudnia 1962 w Głogowie) – generał dywizji Wojska Polskiego.
- Olivia Różański (ur. 5 czerwca 1997 roku w Albi) – polska siatkarka, reprezentantka Polski.
- Renata Mauer-Różańska (ur. 23 kwietnia 1969 w Nasielsku) – polska zawodniczka w strzelectwie, specjalistka w strzelaniu z karabinu pneumatycznego i karabinu kulowego z trzech postaw, dwukrotna mistrzyni olimpijska.
- Stanisław Różański (ur. 2 kwietnia 1933 w Nowym Targu, zm. 2 czerwca 2006 w Nowym Targu) – polski hokeista, były zawodnik Podhala Nowy Targ i Zawiszy Bydgoszcz.
- Wincenty Różański (ur. 12 lipca 1938 w Mosinie, zm. 3 stycznia 2009 w Poznaniu) – polski poeta, outsider.